# Dème d'Alexándria
Le dème d’Alexándria, en grec moderne : Δήμος Αλεξάνδρειας / Dímos Alexándrias, est un dème du district régional d'Imathie en Macédoine-Centrale en Grèce.
Selon le recensement de 2011, la population du dème compte 41 570 habitants.
Le dème actuel résulte de la fusion, en 2010, des anciens dèmes d'Alexándria, d'Antigonídes, de Platý et de celui de  Melíki. Le siège du dème est la ville d'Alexándria.